# Кемп-Спрінгс (Меріленд)
Кемп-Спрінгс (англ. Camp Springs) — переписна місцевість (CDP) в США, в окрузі Графство принца Георга штату Меріленд. Населення — 22 734 особи (2020).

## Географія
Кемп-Спрінгс розташований за координатами 38°48′17″ пн. ш. 76°55′4″ зх. д. / 38.80472° пн. ш. 76.91778° зх. д. (38.804833, -76.917901).  За даними Бюро перепису населення США в 2010 році переписна місцевість мала площу 19,96 км², з яких 19,92 км² — суходіл та 0,04 км² — водойми.

## Демографія
Згідно з переписом 2010 року, у переписній місцевості мешкало 19 096 осіб у 6661 домогосподарстві у складі 4854 родин. Густота населення становила 957 осіб/км².  Було 7294 помешкання (366/км²).
Расовий склад населення:
| - 78,8 % — чорних або афроамериканців - 11,1 % — білих - 2,4 % — азіатів - 0,4 % — корінних американців - 0,1 % — вихідців з тихоокеанських островів - 4,8 % — осіб інших рас |

До двох чи більше рас належало 2,5 %. Частка іспаномовних становила 8,2 % від усіх жителів.
За віковим діапазоном населення розподілялося таким чином: 23,0 % — особи молодші 18 років, 64,2 % — особи у віці 18—64 років, 12,8 % — особи у віці 65 років та старші. Медіана віку мешканця становила 40,3 року. На 100 осіб жіночої статі у переписній місцевості припадало 90,3 чоловіків;  на 100 жінок у віці від 18 років та старших — 86,9 чоловіків також старших 18 років.
Середній дохід на одне домашнє господарство  становив 95 014 долари США (медіана — 82 674), а середній дохід на одну сім'ю — 105 725 доларів (медіана — 95 456). Медіана доходів становила 52 622 долари для чоловіків та 60 801 долар для жінок. За межею бідності перебувало 5,6 % осіб, у тому числі 8,5 % дітей у віці до 18 років та 3,8 % осіб у віці 65 років та старших.
Цивільне працевлаштоване населення становило 10 244 особи. Основні галузі зайнятості: публічна адміністрація — 22,5 %, освіта, охорона здоров'я та соціальна допомога — 17,4 %, науковці, спеціалісти, менеджери — 14,4 %, роздрібна торгівля — 11,7 %.